# Callicebus pallescens
Callicebus pallescens är en däggdjursart som beskrevs av Thomas 1907. Callicebus pallescens ingår i släktet springapor och familjen Pitheciidae. IUCN kategoriserar arten globalt som livskraftig. Inga underarter finns listade.
För ett fåtal individer registrerades en kroppslängd (huvud och bål) av 36 cm (honor) respektive 31,5 cm (hannar), en svanslängd av 39 cm (honor) respektive 42 cm (hannar) samt en vikt av ungefär 800 g (båda kön). Pälsen långa hår har ljusbruna och lite mörkare bruna avsnitt och pälsfärgen är därför ljus agouti. En krans kring ansiktet bildas av vitaktiga hår. Även tofsarna på öronen är vita. På varje kind förekommer en mörk strimma.
Denna springapa förekommer i gränsområdet mellan Bolivia, Brasilien och Paraguay. Arten vistas där i fuktiga skogar, galleriskogar och i en blandning av savann och små trädansamlingar. Callicebus pallescens äter frukter, frön, blad och insekter. Ett föräldrapar bildar med sina ungar en flock som rör sig i ett revir med en radie på 1,5 till 30 km. Kroppsvikten är 800 till 1300 gram.